# Ægir Steinarsson
Ægir Þór Steinarsson (Reikiavik, 10 de mayo de 1991) es un jugador de baloncesto islandés que actualmente pertenece a la plantilla del UMF Stjarnan de la Úrvalsdeild karla. Con 1,85 metros de altura juega en la posición de Base. Es internacional absoluto con Islandia.

## Inicios
Se graduó en el Borgarholtsskoli Secondary School de su ciudad natal, Reikiavik.
Se formó en el Fjölnir Reykjavík, debutando con el primer equipo de la Domino's deildin en la temporada 2009-2010 (permaneció hasta la temporada 2010-2011).
Jugó 20 partidos con un promedio de 13,4 puntos (33,6 % en triples y 75 % en tiros libres), 5,4 rebotes, 7,6 asistencias y 1,8 robos en 34,8 min.
Fue el 3.er máximo asistente de la Domino's deildin. Fue nombrado jugador más mejorado del año de la Domino's deildin y recibió una mención honorable Domino's deildin, ambas cosas por Eurobasket.com.
En su segunda y última temporada (2010-2011), jugó 22 partidos con un promedio de 16,1 puntos (52,3 % en tiros de 2, 33,9 % en triples y 78,3 % en tiros libres), 5,8 rebotes, 8,7 asistencias y 2,3 robos en 34,2 min de media.
Fue el máximo asistente y el 8.º en robos de la Domino's deildin. Fue elegido en el segundo mejor quinteto de la Domino's deildin y en el mejor quinteto de jugadores islandeses de la Domino's deildin, ambas cosas por Eurobasket.com.
Disputó un total de 42 partidos de liga con el conjunto de Reikiavik entre las dos temporadas, promediando 14,7 puntos (33,7 % en triples y 76,6 % en tiros libres), 5,6 rebotes, 8,1 asistencias y 2 robos en 34,5 min de media.

## Universidad
En 2011 se fue a Estados Unidos, para asistir al Newberry College, situado en Newberry, Carolina del Sur, perteneciente a la División II de la NCAA y donde estuvo dos años (2011-2013).

### Freshman
En su primera temporada, su año freshman (2011-2012), jugó 20 partidos con los Wolves con un promedio de 7,6 puntos (60,9 % en tiros de 2, 39,6 % en triples y 69,2 % en tiros libres), 3,2 rebotes, 4,5 asistencias y 1,5 robos en 26,7 min.
Sus mejores partidos de la temporada fueron contra los Anderson Trojans (12 puntos (3-3 de 2, 1-2 de 3 y 3-5 de TL), 5 rebotes, 4 asistencias y 2 robos en 28 min), los Wingate Bulldogs (12 puntos (2-3 de 2, 2-2 de 3 y 2-2 de TL), 6 rebotes, 4 asistencias y 3 robos (máxima de la temporada) en 31 min) y los Lenoir-Rhyne Bears (13 puntos (máxima de la temporada; 2-3 de 2 y 3-4 (máxima de la temporada) de 3), 2 rebotes, 4 asistencias y 1 robo en 25 min).

### Sophomore
En su segunda y última temporada, su año sophomore (2012-2013), jugó 25 partidos con los Wolves con un promedio de 8 puntos (38 % en triples y 59,4 % en tiros libres), 2,7 rebotes, 3,1 asistencias y 1,3 robos en 24,8 min.
Sus mejores partidos de la temporada fueron contra los Anderson Trojans (21 puntos (máxima de su carrera universitaria; 0-2 de 2, 7-12 de 3 y 0-2 de TL), 3 rebotes, 4 asistencias y 3 robos en 23 min), los Wingate Bulldogs (17 puntos (0-4 de 2, 5-6 de 3 y 2-2 de TL), 5 rebotes, 6 asistencias y 1 robo en 30 min) y los Lincoln Memorial Railsplitters (19 puntos (1-2 de 2, 5-12 de 3 y 2-2 de TL), 3 rebotes, 4 asistencias, 1 robo y 2 tapones en 33 min).

### Promedios
Disputó un total de 45 partidos con los Newberry Wolves entre las dos temporadas, promediando 7,8 puntos (38,6 % en triples y 64,4 % en tiros libres) 2,9 rebotes, 3,7 asistencias y 1,4 robos en 25,6 min de media.

## Trayectoria Profesional

### Sundsvall Dragons
Tras no ser elegido en el Draft de la NBA de 2013, los Sundsvall Dragons suecos, anunciaron su incorporación para la temporada 2013-2014. El 23 de mayo de 2014, renovó con el equipo para la temporada 2014-2015.
En su primera temporada (2013-2014), jugó 23 partidos de liga y 4 de play-offs, promediando en liga 7,3 puntos (50,8 % en tiros de 2, 42,9 % en triples y 91,7 % en tiros libres), 3 rebotes, 3,2 asistencias y 1,1 robos en 22,7 min, mientras que en play-offs promedió 3 puntos, 1,8 rebotes y 2,3 asistencias en 13,5 min.
En su segunda y última temporada (2014-2015), jugó 34 partidos de liga y 8 de play-offs, promediando en liga 5,8 puntos (52,2 % en tiros de 2, 31 % en triples y 79,1 % en tiros libres), 2,6 rebotes y 3,1 asistencias en 21,2 min, mientras que en play-offs promedió 2,9 puntos (30,8 % en triples), 1,8 rebotes y 2,6 asistencias en 15,5 min.
Disputó un total de 57 partidos de liga y 12 de play-offs con el cuadro de Sundsvall entre las dos temporadas, promediando en liga 6,3 puntos (51,6 % en tiros de 2, 36,5 % en triples y 83,5 % en tiros libres), 2,8 rebotes y 3,1 asistencias en 21,7 min de media, mientras que en play-offs promedió 2,9 puntos (30 % en triples), 1,8 rebotes y 2,5 asistencias en 14,8 min de media.

### K.R. Basket Reykjavík
Firmó para la temporada 2015-2016 por el KR Reykjavík islandés, abandonando el equipo en febrero de 2016.
Disputó 19 partidos de liga con el conjunto de Reykjavík, promediando 11,4 puntos (54,5 % en tiros de 2 y 66 % en tiros libres, 5,5 rebotes, 6,8 asistencias y 2,1 robos en 29,8 min de media.

### Peñas Huesca
El 29 de febrero de 2016, el Peñas Huesca de la LEB Oro (2.ª división española), anunció su fichaje hasta el final de la temporada 2015-2016, dando así el salto a España.
Disputó 7 partidos de liga y 11 de play-offs con el conjunto oscense, promediando en liga 7 puntos (40,7 % en triples y 100 % en tiros libres), 1,1 rebotes, 4 asistencias y 1,1 robos en 20,2 min de media, mientras que en play-offs promedió 9,1 puntos (63,2 % en tiros de 2, 33,3 % en triples y 52 % en tiros libres), 2,2 rebotes, 3,4 asistencias y 1,2 robos en 23 min de media.

### San Pablo Inmobiliaria Burgos
El 23 de julio de 2016, el San Pablo Inmobiliaria Burgos de la LEB Oro, anunció su fichaje para la temporada 2016-2017, disputando 43 partidos en los que registró medias de 5.2 puntos y 3.9 asistencias.

### Tau Castelló
Firmó con el Tau Castelló para disputar la temporada 2017/18 también en LEB Oro, promediando 8,2 puntos y 3,3 asistencias en dicha campaña.

### Gipuzkoa Basket Club
El 21 de julio de 2021, regresa a España para jugar en el San Sebastián Gipuzkoa Basket Club de la Liga LEB Oro.

### CB Lucentum Alicante
El 13 de julio de 2022, firma por el HLA Alicante de la Liga LEB Oro.

### Regreso a Islandia
El 16 de junio de 2023, regresa a su país natal para jugar en el UMF Stjarnan de la Úrvalsdeild karla.

## Selección nacional

### Categorías inferiores
Disputó con las categorías inferiores de la selección islandesa el Europeo Sub-18 División B de 2009, celebrado en Sarajevo, Bosnia-Herzegovina, donde Islandia quedó en 13.ª posición y el Europeo Sub-20 División B de 2011, celebrado en Sarajevo, Bosnia-Herzegovina, donde Islandia quedó en 14.ª posición.
En el Europeo Sub-18 División B de 2009 jugó 8 partidos con un promedio de 10,4 puntos (60 % en tiros libres), 5,4 rebotes, 5,5 asistencias y 1,3 robos en 27,8 min de media. Fue el máximo asistente de su selección. Fue el máximo asistente del Europeo Sub-18 División B de 2009.
En el Europeo Sub-20 División B de 2011 jugó 8 partidos con un promedio de 19 puntos (57 % en tiros de 2 y 65,9 % en tiros libres), 5,5 rebotes, 4,3 asistencias y 2 robos en 34,6 min de media. Fue el máximo asistente y el 1.º en robos de su selección. Finalizó el Europeo Sub-20 División B de 2011 con el 13.º mejor % de tiros de 2 y fue el 3.er máximo asistente, el 9.º máximo anotador, el 10.º en robos y minutos por partido, el 11.º en tiros de 2 anotados por partido (5,6 por partido) y tiros de campo anotados por partido (7 por partido) y el 12.º en tiros libres anotados por partido (3,6 por partido) y en faltas recibidas por partido (5 por partido).

### Absoluta

#### 2012
Debutó con la absoluta de Islandia en el verano de 2012, en la Fase de clasificación para el EuroBasket 2013, no consiguiendo la selección de baloncesto de Islandia clasificarse.
Jugó 10 partidos con un promedio de 3 puntos (63,6 % en tiros de 2 y 38,5 % en triples), 1,2 rebotes y 1 asistencia en 15 min de media.

#### 2013
Participó en los Juegos de los Pequeños Estados de Europa de 2013, celebrados en Luxemburgo, donde la selección de baloncesto de Islandia se colgó la medalla de bronce.

#### 2015
Participó en el EuroBasket 2015, celebrado entre Alemania, Croacia, Francia y Letonia, donde la selección de baloncesto de Islandia quedó en 24ª posición.
Jugó 5 partidos con un promedio de 1,2 puntos (50 % en tiros de 2) en 3,4 min de media.
Disputó los Juegos de los Pequeños Estados de Europa de 2015, celebrados en Reikiavik, Islandia, donde la selección de baloncesto de Islandia se colgó la medalla de plata.

#### 2016
En el verano de 2016, disputó la fase de clasificación para el EuroBasket 2017.